# Kamil Kosowski
Kamil Piotr Kosowski, né le 30 août 1977 à Ostrowiec Świętokrzyski, est un footballeur international polonais. Il joue au poste de milieu de terrain entre 1996 et 2013.

## Carrière

### En club
- 1996-1999 :  Górnik Zabrze
- 1999-2004 :  Wisła Cracovie
- 2004-2005 :  FC Kaiserslautern
- 2005-2006 :  Southampton
- 2006-2007 :  Chievo Vérone
- 2007-2008 :  Wisła Cracovie
- 2008 :  Cádiz CF
- 2008-2010 :  APOEL
- 2010-2011 :  Apollon Limassol
- 2011-2013 :  GKS Belchatow
- 2013 :  Wisla Cracovie

### En équipe nationale
Il a honoré sa première sélection le 15 août 2001 à l'occasion d'un match contre l'équipe d'Islande.
Kosowski participe à la coupe du monde 2006 avec l'équipe de Pologne (1 match, 0 but).

## Palmarès
Wisła Cracovie
- Champion de Pologne en 2001, 2003 et 2008.
- Vainqueur de la Coupe de Pologne en 2002 et 2003.
- Vainqueur de la Supercoupe de Pologne en 2001.

 APOEL Nicosie
- Champion de Chypre en 2009.

 Pologne
- 52 sélections en équipe nationale (4 buts) entre 2001 et 2009